# 横带拟眶棘鲈
横带拟眶棘鲈（学名：Parascolopsis inermis）为眶棘鲈科拟眶棘鲈属的鱼类，俗名横带眶棘鲈、横带赤尾冬。分布于阿拉伯海、印度尼西亚、日本、台湾岛以及中国南海等海域。该物种的模式产地在日本。
它体长可达18公分，在60-131公尺深之海域生活。